# Théophile Pépin
Jean-François-Théophile Pépin (14 mai 1826 – 3 avril 1905) est un mathématicien français.

## Biographie
Né à Cluses, en Haute-Savoie, il devient jésuite en 1846 et, de 1850 à 1856 puis de 1862 à 1871, il est professeur de mathématiques dans divers collèges jésuites. Il est nommé professeur de droit canonique en 1873. Il est mort à Lyon à l'âge de 77 ans.
Ses travaux mathématiques sont centrés sur la théorie des nombres. En 1876, il trouve une nouvelle preuve du théorème de Fermat pour l'exposant n  = 7. 
En 1880, il est le premier à publier une solution au problème de Bernard Frénicle de Bessy qui consiste à donner une solution en nombres entiers du système d'équations  :
{\displaystyle x^{2}+y^{2}=z^{2},\quad x^{2}=u^{2}+v^{2},\quad x-y=u-v}.
Il a également donné son nom au test de Pépin, un test de primalité pour les nombres de Fermat.